# Sunflower River Blues & Gospel Festival
Das Sunflower River Blues & Gospel Festival ist ein Blues- und Gospelfestival, das seit 1988 jährlich in Clarksdale, Mississippi stattfindet. Clarksdale und seine Umgebung, das Coahoma County, wird oft als Geburtsort des Blues bezeichnet.

## Geschichte
Das erste Festival wurde 1988 von Kaufleuten der Innenstadt von Clarksdale finanziert und von Jim O’Neal und Dr. Patricia Johnson organisiert. Es fand auf Open-Airbühnen am Ufer des Sunflower Rivers statt und brachte Dutzende von Musikern auf die Bühne. Die folgenden Jahre wechselte der Schauplatz des Festivals häufig, doch blieb es das Bestreben der Veranstalter, das Festival ohne Eintritt veranstalten zu können und die entspannte Atmosphäre beizubehalten. Einer der wichtigsten Veranstaltungsorte wurde das Delta Blues Museum, aber auch andere Orte dienen als Konzertbühnen. Wie am Anfang wird das Festival auch noch heute von Freiwilligen organisiert. Das Sunflower River Blues and Gospel Festival zählt zu den größten Musikereignissen am Mississippi. Es werden jährlich ca. 25000 Besucher erwartet. Eine Besonderheit des Festivals ist eine Zugrundreise zur Hopson Plantation, während der Fahrt spielen im Zug Bluesmusiker für Trinkgeld.
Neben der Musik ist auch der Bildungsaspekt wichtig. So werden oft Forumsdiskussionen und Vorlesungen veranstaltet, die durch das Mississippi Humanities Council finanziert  werde. Eines der Themen lautete „Essen im Mississippidelta“. Hierbei wurde z. B. von Big John Broom „Catfish“ zubereitet, Boss Hogg und seine Familie widmeten sich dem Barbecue und Shirley Fair referierte über und kochte Soul Food. Das Festival vergibt jedes Jahr den „The Early Wright Blues Heritage Award“ an Nichtmusiker, die durch ihre Arbeit die Bluesmusik verbreiten und fördern. Benannt wurde er nach Early Wright, dem ersten afro-amerikanischen DJ in Mississippi. Zu den Preisträgern gehört z. B. Jim O’Neal, der Gründer und langjährige Herausgeber des Living Blues Magazins und Lillian McMurry, die Gründerin von Trumpet Records.
Clarksdale wurde 1996 Partnerstadt von Notodden in Norwegen und das Festival ging eine Partnerschaft mit dem Notodden Blues Festival, eines der größten in Europa, ein. Mit dem Maximum Blues Festival in der kanadischen Provinz Québec ist das Bluesfestival ebenfalls eine Partnerschaft eingegangen.

## Künstler auf dem Festival (Auswahl)
Juke Joint Duo, Cedric Burnside & Lightnin' Malcolm, James "Super Chikan" Johnson, Jelly Roll Kings, Jack Owens und Bud Spires, Jessie Mae Hemphill, Boogaloo Ames, Othar Turner and the Rising Star Fife and Drum Band, Johnnie Billington, Keith Sykes, Snooky Pryor, Katie Webster, Mose Allison, Latimore, Johnny Rawls, Homemade Jamz Blues Band